# Jovan Pašti
Jovan (Janoš) Pašti (Prigrevica kod Sombora, 23. prosinca 1924.), baletan
Sudjelovao u NOB-u. Poslije rata (1946) stupio u Umjetnički ansambl JNA u Beogradu i ondje 1949. poslao član baletnog ansambla Narodnog pozorišta, a zatim je od 1951. do odlaska u mirovinu bio solist i prvi plesač Baleta Makedonskog narodnog teatra u Skoplju. Baletno obrazovanje stekao kod Nine Karsavine na Srednjoj baletnoj školi u Beogradu, a zatim se specijalizirao kod Preobraženske, Jegorove, Mjasina, Dolina i dr. Ostvario je u svojoj karijeri preko 20 glavnih plesnih kreacija u klasičnim i suvremenim baletnim djelima. Izvanredno siguran i pouzdan partner - jedan od najboljih u bivšoj Jugoslaviji. Povremeno je gostovao u baletnim ansamblima u Hamburgu i Trieru.

## Glavne uloge u baletima
- "Đavo u selu" (Fran Lhotka)
- "Kopelija" (Léo Delibes)
- "Labuđe jezero" (Petar Iljič Čajkovski)
- "Makedonska povest" (Gligor Smokvarski)
- "Ohridska legenda" (Stevan Hristić)
- "Romeo i Julija" (Sergej Prokofjev)
- "Petruška" (Igor Stravinski)
- "Trnoružica" / "Uspavana ljepotica" (Petar Iljič Čajkovski)

Izvor: "Leksikon jugoslavenske muzike", Zagreb, 1984. - "Muzička enciklopedija" (3 Or-Ž), Zagreb, 1977.
Napomena: U prvom izvoru: Pašti, Jovan Janoš, rođen u Prigrevici kod Sombora; u drugom: Pašti, Jovan, rođen u Somboru.